# Década de 1860
Séculos: Século XVIII - Século XIX - Século XX
Décadas: 1830 1840 1850 - 1860- 1870 1880 1890
Anos: 1860 - 1861 - 1862 - 1863 - 1864 - 1865 - 1866 - 1867 - 1868 - 1869

## Acontecimentos importantes
- Unificação de Itália (1861) [1]
- Guerra Civil Americana (1861-1865) [2]
- É inaugurado o primeiro metropolitano do mundo, em Londres (1863) [3]
- É inaugurado o Canal do Suez (1869) [4]